# چاقوی سرآشپز

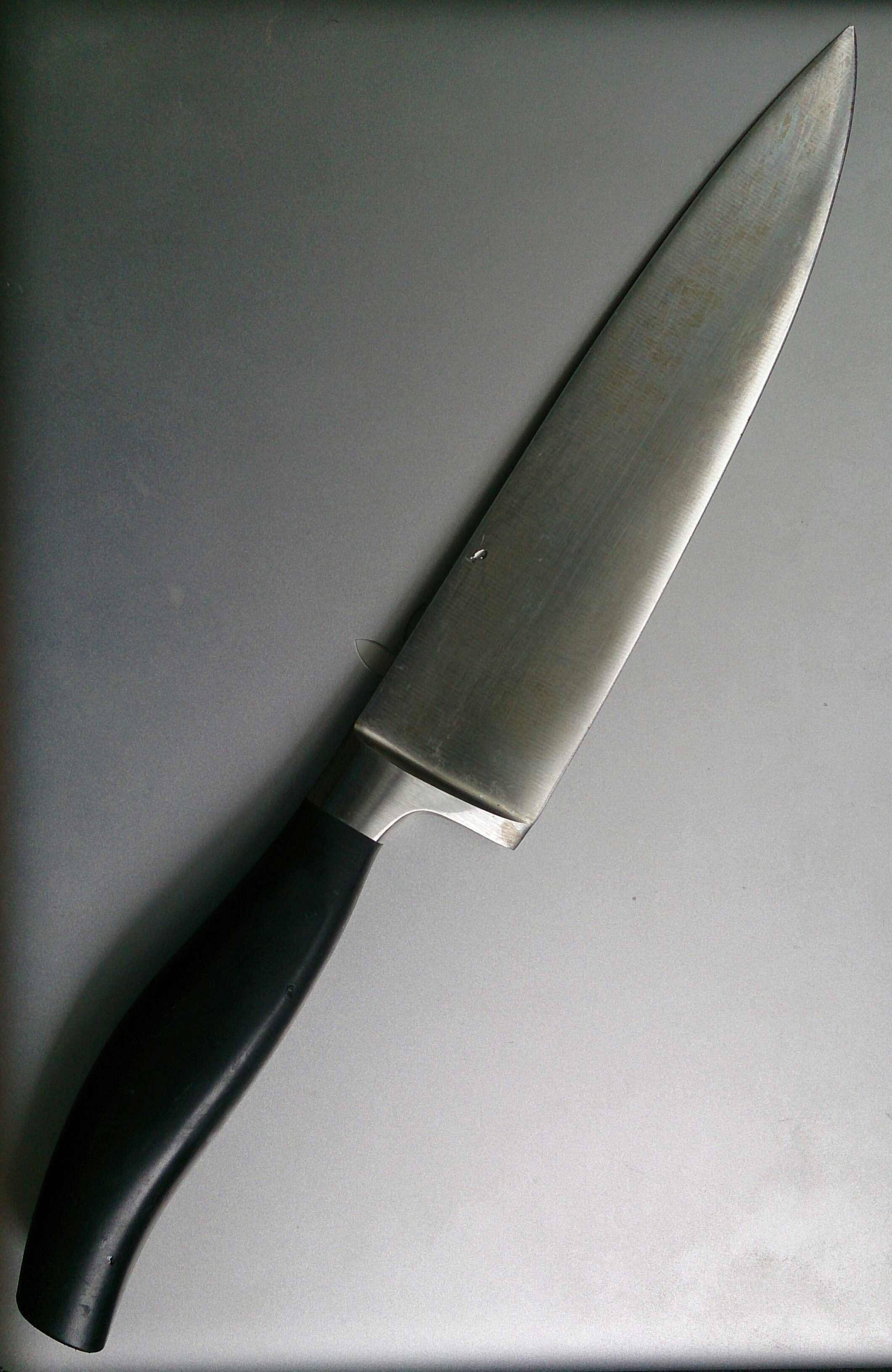
چاقوی سرآشپز

در آشپزی، چاقوی سرآشپز که به عنوان چاقوی آشپز نیز شناخته می‌شود، چاقوی است که در تهیه غذا استفاده می‌شود. چاقوی سرآشپز در اصل برای برش دادن و جدا کردن قطعات بزرگ گوشت گاو و گوسفند طراحی شده بود. امروزه چاقوی اصلی برای اکثر آشپزهای غربی است.
یک چاقوی سرآشپز اروپایی عموماً دارای تیغه ۲۰ است سانتی‌متر (۸ اینچ) در طول و پهن ۴ سانتی‌متر (۱½ عرض) هر چند مدل‌های منحصر بفردی با طول متغیر ۱۵ تا ۳۶ سانتی‌متر (۶ تا ۱۴ اینچ) هم وجود دارند و ممکن است به اندازه ۲ سانتی‌متر (¾ اینچ) باریک تر باشند. چاقوهای بلندتر و پهن‌تر هم معمولاً چاقوای سرآشپز نامیده می‌شوند، در حالی که چاقوهای کوتاه‌تر و باریک‌تر معمولاً چاقوی آشپزی خوانده می‌شوند. کوتاه‌ترین و باریک‌ترین چاقوها در دسته چاقوهای همه‌کاره آشپزخانه قرار می‌گیرند، مانند کوچک‌ترین چاقوی پوست‌کن که برای داشتن قسمت پاشنه به تیغه بسیار باریک هستند.
چاقوی سرآشپز مدرن یک چاقوی چند منظوره است که به گونه ای طراحی شده تا کارهای مختلف در آشپزخانه را به شکل خوب انجام دهد، نه اینکه فقط در یک کاربرد خاص عالی باشد. می‌توان از آن برای قیمه کردن، برش دادن و خرد کردن سبزیجات، برش دادن گوشت و جدا کردن برش‌های بزرگ استفاده کرد.
چاقوهای سرآشپز با تیغه‌های آهنگری شده یا قالب زده ساخته می‌شوند:
- آهنگری: تیغه کوره‌ای معمولاً از کیفیت بالایی برخوردار است و در یک فرایند دستی چند مرحله ای توسط نیروی کار بسیار ماهر ساخته می‌شود. یک قطعه فولادی تا دمای بالا گرم می‌شود و برای شکل‌دادن و سخت شدن فولاد چکش‌کاری می‌گردد. پس از آهنگری، تیغه صاف و تیز می‌شود. چاقوهای فورج عموماً تمام تیغه هستند، به این معنی که فلز موجود در چاقو از نوک چاقو تا انتهای دسته کشیده می‌شود. به چاقوهای آهنگری ساخته شده تجاری با چکش بادی ضربه می‌زنند تا ویژگی‌هایی مانند استحکام تولید کنند.
- قالب‌زنی: تیغه قالب خورده مستقیماً از فولاد نورد سرد برش می‌خورد، بازپخت شده، برای سختی فرایند برگشت دادن روی آن انجام می‌شود و برای استحکام تحت عملیات حرارتی قرار می‌گیرد. سپس صاف، تیز و صیقلی می‌شود. چاقوهای ارزان‌تر، ماشین‌کاری‌شده و تولید انبوه معمولاً به این روش ساخته می‌شوند، اما با فرآیندهای اصلاح شده و دقیق‌تر، چاقوهای باکیفیت‌تر نیز به این روش ساخته می‌شوند.